# Campeonato Mundial de Atletismo em Pista Coberta de 2022 - Salto com vara feminino
A prova do salto com vara feminino do Campeonato Mundial de Atletismo em Pista Coberta de 2022 ocorreu no dia  19 de março na Belgrade Arena, em Belgrado, na Sérvia.

## Recordes
Antes desta competição, os recordes mundiais e do campeonato nesta prova eram os seguintes:
|                       | Nome          | Nacionalidade  | Altura  | Local       | Data               |
| --------------------- | ------------- | -------------- | ------- | ----------- | ------------------ |
| Recorde mundial       | Jennifer Suhr | Estados Unidos | 5m 02cm | Albuquerque | 2 de março de 2013 |
| Recorde do campeonato | Sandi Morris  | Estados Unidos | 4m 95cm | Birmingham  | 3 de março de 2018 |

## Medalhistas
| Ouro               | Prata                | Bronze           |
| Sandi Morris (USA) | Katie Nageotte (USA) | Tina Šutej (SLO) |

## Cronograma
Todos os horários são locais (UTC+1).
| Data        | Hora  | Evento |
| ----------- | ----- | ------ |
| 19 de março | 18:08 | Final  |

## Resultado final
A final ocorreu dia 19 de Março às 18:08.
| Posição           | Atleta           | Nacionalidade  | 4.30 | 4.45 | 4.60 | 4.70 | 4.75 | 4.80 | 4.90 | Resultados | Notas                |
| ----------------- | ---------------- | -------------- | ---- | ---- | ---- | ---- | ---- | ---- | ---- | ---------- | -------------------- |
| Medalha de ouro   | Sandi Morris     | Estados Unidos | –    | o    | xo   | o    | o    | xxo  | xxx  | 4.80       | Recorde da temporada |
| Medalha de prata  | Katie Nageotte   | Estados Unidos | –    | o    | o    | o    | o    | xxx  |      | 4.75       |                      |
| Medalha de bronze | Tina Šutej       | Eslovênia      | –    | o    | xo   | xxo  | o    | xxx  |      | 4.75       |                      |
| 4                 | Yana Hladiychuk  | Ucrânia        | o    | xo   | o    | xxx  |      |      |      | 4.60       | Recorde da temporada |
| 4                 | Angelica Moser   | Suíça          | –    | xo   | o    | xxx  |      |      |      | 4.60       |                      |
| 6                 | Olivia McTaggart | Nova Zelândia  | o    | o    | xxo  | xxx  |      |      |      | 4.60       |                      |
| 7                 | Xu Huiqin        | China          | o    | o    | xxx  |      |      |      |      | 4.45       |                      |
| 8                 | Elisa Molinarolo | Itália         | xxo  | o    | xxx  |      |      |      |      | 4.45       |                      |
| 9                 | Amálie Švábíková | Chéquia        | o    | xo   | xxx  |      |      |      |      | 4.45       |                      |
| 10                | Margot Chevrier  | França         | xo   | xo   | xxx  |      |      |      |      | 4.45       |                      |
| 11                | Roberta Bruni    | Itália         | o    | xxx  |      |      |      |      |      | 4.30       |                      |

Legenda
| Recorde mundial       | Recorde mundial (World record)               |                       | Recorde africano                      | Recorde africano (African) |                                           | Q | Classificado por posição (Qualified) |
| Recorde do campeonato | Recorde do campeonato (Championship record)  | Recorde da América    | Recorde da América (Americas)         | q                          | Classificado por melhor tempo (Qualified) |   |                                      |
| Melhor marca do ano   | Melhor marca do ano (World leading)          | Recorde asiático      | Recorde asiático (Asian)              | DNS                        | Não largou (Did not start)                |   |                                      |
| Recorde nacional      | Recorde nacional (National record)           | Recorde europeu       | Recorde europeu (European)            | DNF                        | Não terminou (Did not finish)             |   |                                      |
| Recorde pessoal       | Recorde pessoal do atleta (Personal best)    | Recorde da Oceania    | Recorde da Oceania (Oceania)          | DSQ / DQ                   | Desclassificado (Disqualified)            |   |                                      |
| Recorde da temporada  | Recorde da temporada do atleta (Season best) | Recorde sul-americano | Recorde sul-americano (South America) | NM                         | Sem marca (No mark)                       |   |                                      |